# Anna Emilie Møller
Anna Emilie Møller, née le 28 juillet 1997, est une athlète danoise, spécialiste du 3 000 m steeple.

## Carrière
Lors des Jeux olympiques de 2016, elle bat en série le record national et le record d'Europe junior, en 9 min 32 s 68.
Le 12 août 2018, elle termine 7e des championnats d'Europe de Berlin et bat son propre record du Danemark en 9 min 31 s 66.
Aux championnats du monde 2019 à Doha, elle bat en séries le record d'Europe espoir et son propre record du Danemark en 9 min 18 s 92, et se qualifie pour la finale. Elle termine 7e de la finale en améliorant ce temps, en 9 min 13 s 46.

## Palmarès
| Date | Compétition                            | Lieu       | Résultat | Épreuve        | Temps          |
| ---- | -------------------------------------- | ---------- | -------- | -------------- | -------------- |
| 2015 | Championnats d'Europe juniors          | Eskilstuna | 3e       | 3 000          | 9 min 17 s 36  |
| 2015 | Championnats d'Europe juniors          | Eskilstuna | 2e       | 5 000          | 16 min 07 s 43 |
| 2016 | Championnats du monde juniors          | Bydgoszcz  | 5e       | 3 000 m st.    | 9 min 43 s 84  |
| 2017 | Championnats d'Europe par équipes      | Vaasa      | 4e       | 1 500 m        | 4 min 17 s 08  |
| 2017 | Championnats d'Europe par équipes      | Vaasa      | 2e       | 3 000 m st.    | 9 min 39 s 72  |
| 2017 | Championnats d'Europe espoirs          | Bydgoszcz  | 1re      | 3 000 m st.    | 9 min 43 s 05  |
| 2018 | Championnats d'Europe                  | Berlin     | 7e       | 3 000 m st.    | 9 min 31 s 66  |
| 2018 | Championnats d'Europe de cross-country | Tilburg    | 1re      | Indiv. espoirs | 20 min 34 s    |
| 2018 | Championnats d'Europe de cross-country | Tilburg    | 5e       | Équipe espoirs | 56 pts         |
| 2019 | Championnats d'Europe espoirs          | Gävle      | 1re      | 5 000 m        | 15 min 07 s 70 |
| 2019 | Championnats d'Europe espoirs          | Gävle      | 1re      | 3 000 m st.    | 9 min 27 s 31  |
| 2019 | Championnats d'Europe par équipes      | Varazdin   | 1re      | 1 500 m        | 4 min 18 s 59  |
| 2019 | Championnats d'Europe par équipes      | Varazdin   | 1re      | 3 000 m        | 9 min 12 s 59  |
| 2019 | Championnats du monde                  | Doha       | 7e       | 3 000 m st.    | 9 min 13 s 46  |
| 2019 | Championnats d'Europe de cross-country | Lisbonne   | 1re      | Indiv. espoir  | 20 min 30 s    |

## Records
| Épreuve         | Épreuve   | Temps              | Lieu | Date              |
| --------------- | --------- | ------------------ | ---- | ----------------- |
| 3 000 m steeple | Plein air | 9 min 13 s 46 (NR) | Doha | 30 septembre 2019 |